# 方泰和
方泰和（？年—？年），浙江嘉兴府平湖县人，民籍。明朝政治人物。

## 生平
正德五年（1510年）庚午科浙江鄉試第二十二名舉人，嘉靖五年（1526年）丙戌科三甲一百八十八名進士，官行人司行人。